# Comoara din Vadul Vechi
Comoara din Vadul Vechi este un film de dramă românesc din 1964 regizat de Victor Iliu. Filmul este inspirat de nuvela „La răzăși” a lui Valeriu Emil Galan. 

## Distribuție
- Ștefan Mihăilescu-Brăila — Prisac, un țăran chiabur și dornic de înavuțire din Vadul Vechi[2]
- Ion Caramitru — Ion Dohotaru, argatul lui Prisac
- Mariana Pojar — Anița lui Pușcașu, fata Sevastiței, ibovnica lui Dohotaru
- Corina Constantinescu — Maria, sora lui Prisac
- Gheorghe Dinică — Zamfir, soțul Mariei, muncitor comunist
- Nicolae Tomazoglu — bărbatul străin și bolnav care aduce ajutoare din satul Borza
- Iulian Necșulescu — Gheorghe, țăran șontorog
- Eugenia Bosînceanu — Domnica, soția lui Gheorghe
- Dorina Nilă-Bentamar — Lenuța, fata Domnicăi
- Gheorghe Soare — țăranul cu mustață
- Emil Bozdogescu
- Gheorghe Novac

## Primire
Filmul a fost vizionat de 2.151.096 spectatori în cinematografele din România, după cum atestă o situație a numărului de spectatori înregistrat de filmele românești de la data premierei și până la data de 31 decembrie 2014 alcătuită de Centrul Național al Cinematografiei.

## Legături externe
- Comoara din Vadul Vechi la Internet Movie Database
- Comoara din Vadul Vechi la CineMagia